# Glonopasożytnictwo
Glonopasożytnictwo - forma współżycia glona i grzyba w grupie porostów, polegająca na stymulowaniu przez glon reakcji obronnych u grzyba, co powoduje rozrost strzępek grzyba i powstanie warstwy korowej porostu. Występuje u niektórych tylko gatunków porostów. W tak dużej i zróżnicowanej grupie jak porosty istnieje wiele rodzajów współżycia między glonami i grzybami.